# Polacchi in Italia
I polacchi in Italia sono una comunità migrante in Italia.
I cinque comuni con il maggior numero di polacchi residenti in Italia sono: Roma (8 945), Milano (1 125), Napoli (945), Bologna (880) e Firenze (717)
L'Italia è al quinto posto come destinazione d'emigrazione dei cittadini polacchi, dopo Germania, Regno Unito, Stati Uniti d'America e Canada. Tra i polacchi in Italia sono in aumento i lavoratori qualificati, mentre permangono le difficoltà linguistiche nell'apprendimento della lingua italiana.

## Storia

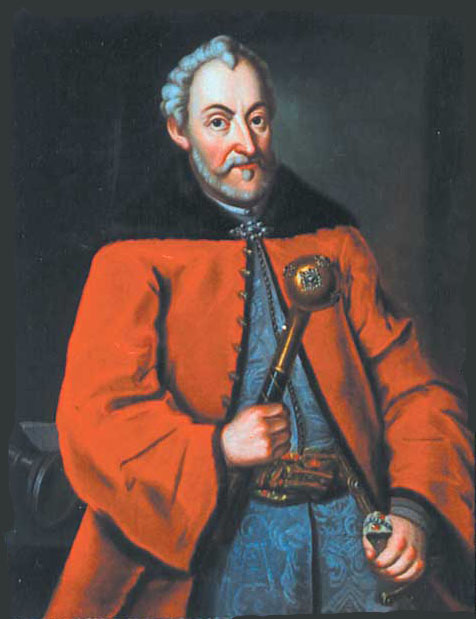
Jan Zamoyski, rettore dell'Università degli Studi di Padova

Una comunità polacca esisteva già a Roma nel 1578, quando su richiesta del cardinale Osio le fu donata la Chiesa di Santo Stanislao dei Polacchi da Papa Gregorio XIII - tuttora al centro della pastorale polacca. In tale chiesa nel 1657 Papa Alessandro VII celebrò il Te Deum  di ringraziamento per la fine dell’invasione svedese in Polonia e nel 1683 Papa Innocenzo XI vi celebrò la messa di propiziazione della vittoria del re Giovanni III Sobieski nella battaglia di Vienna.
L'Italia fu inoltre centro di attrazione per letterati polacchi durante rinascimento e illuminismo. Niccolò Copernico, Jan Kochanowski, Giovanni III Sobieski e Jan Zamoyski studiarono in università italiane - Zamoyski fu anche rettore dell'Università degli Studi di Padova.
Soldati polacchi combatterono negli eserciti della Repubblica di Venezia e del ducato di Savoia, del Principato di Toscana e della Repubblica romana. In Italia si formarono i futuri combattenti delle insurrezioni polacche e vi fu composto l'inno polacco.
A Firenze Karol Paszkowski fondò lo storico locale Caffè Concerto Paszkowski - inizialmente una birreria, in seguito importante punto di ritrovo di letterati.
Durante la seconda guerra mondiale i soldati polacchi conquistarono Montecassino e si batterono per la liberazione d'Italia, contribuendo alla liberazione di Bologna. Restano in Italia ben quattro cimiteri militari polacchi.
Molti soldati polacchi dell'Armata del generale Anders, impossibilitati a rientrare in patria dal regime comunista, decisero di rimanere in Italia dopo la guerra, fondandovi le prime associazioni polacche in Italia, tra cui la Comunità Polacca di Torino, tutt'oggi attiva.
Nuove ondate di migranti polacchi arrivarono in Italia nel secondo dopoguerra in coincidenza delle varie crisi politiche ed economiche in Polonia. Fino al 1989 l'Italia era prevalentemente una meta di passaggio, in attesa di un visto verso gli Stati Uniti o l'Australia.
Gli espatriati polacchi, considerati rifugiati politici, venivano accolti favorevolmente in Italia.
Dagli anni '90, l'emigrazione polacca in Italia è divenuta a carattere circolare e di tipo economico.
A seguito dell'ingresso della Polonia nell'Unione europea dal 2004, i cittadini polacchi hanno libertà di movimento e stabilimento in Italia (e viceversa). Sono soprattutto giovani polacchi ad alto tasso di istruzione che oggi si trasferiscono in Italia per studio o lavoro.
La regolarizzazione del 2002 ha portato alla registrazione di 65 847 cittadini polacchi in Italia (raddoppiati rispetto ai 35 000 precedentemente contati). La presenza effettiva restava stimata attorno agli 80 000. Nel 2005 erano 72 229, cui vanno aggiunti 10 000 minori e 25 000 stagionali, facendo dell'Italia il secondo paese di destinazione in Europa dopo la Germania. Molti polacchi in Italia restano lavoratori temporanei, che sfuggono alle statistiche.
Nel 2005 la quota prevista per i nuovi ingressi di lavoratori neo-comunitari dall'est Europa, per 79 500 persone, non è stata riempita; la quota è stata inoltre aumentata a 179 000 unità nel 2006.
La maggioranza dei polacchi in Italia risiedono in Lazio, quindi in Emilia-Romagna e Campania. Due terzi hanno tra i 19 e i 40 anni. Il 75% dei polacchi in Italia sono donne, con punte del 90% in alcune province - una percentuale ben più alta che in Germania o negli Stati Uniti, indice anche di una femminilizzazione del mercato del lavoro per la comunità migrante polacca (collaboratrici familiari). Le donne polacche in Italia hanno comunque un grado di istruzione più alto rispetto agli uomini, e il tasso di laureati e diplomati è il doppio di quello degli italiani (14% e 50,7% contro 7,5% e 25,9% al 2006).

## La comunità polacca di Roma

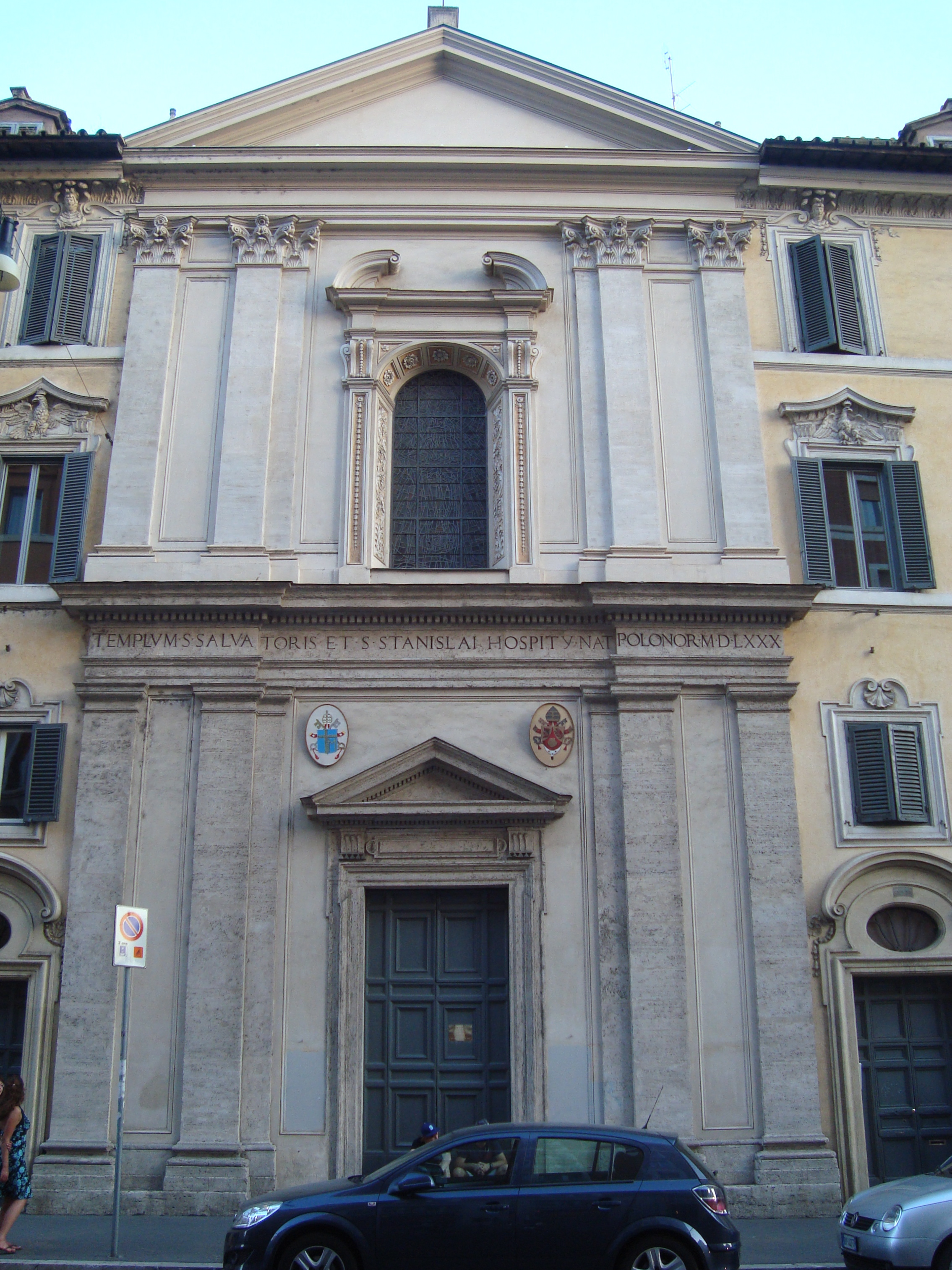
Chiesa di Santo Stanislao dei Polacchi a Roma

Con 13 750 polacchi residenti nel 2021 nella città metropolitana di Roma Capitale, di cui 8945 risiedono nel comune di Roma, Roma resta il centro della comunità polacca in Italia. A Roma si trovano l'ambasciata (con due sedi della Scuola polacca in Italia), un consolato ma anche l’Istituto di cultura polacca, l'Accademia polacca delle scienze, la Fondazione J.S. Umiastowska e la redazione del mensile in lingua polacca Nasz Świat (Il Nostro Mondo), edito da “Stranieri in Italia”.
L'Istituto di cultura polacca organizza ogni anno il festival “Corso Polonia”, per la durata di un mese. Radio Roma FM trasmette inoltre quotidianamente  “M&M Music from Poland”, mentre varie biblioteche pubbliche (come la Biblioteca Elsa Morante a Ostia) hanno delle sezioni in lingua polacca. L'Università degli Studi di Roma "La Sapienza" offre inoltre corsi di lingua e cultura polacca.
Esiste infine una squadra di calcio dei polacchi a Roma.
I polacchi di Roma sono particolarmente concentrati ad Ostia (dove nel 2006 erano il 10% degli stranieri residenti, per un totale di 1 500) e nei Municipi XVI, XVII e XIX nella zona nord.
A parte il comune della capitale, la comunità polacca ha una forte consistenza in vari comuni del litorale (Ladispoli, Cerveteri, Pomezia, Ardea, Fiumicino) e della fascia nord (Campagnano, Monterotondo, Bracciano).
La vita sociale della comunità polacca è molto legata alle chiese cattoliche - la chiesa di Santo Stanislao dei Polacchi ma anche la chiesa della Resurrezione di Nostro Signore Gesù Cristo e la chiesa di San Nicola di Bari a Ostia, dove ha sede il coordinamento della pastorale polacca. Altri luoghi di incontro sono il parco di Colle Oppio e la stazione Tiburtina, terminal di partenza dei bus per la Polonia.

## Demografia
Polacchi in Italia